# L'herbe est plus verte

L’herbe est plus verte est une émission de télévision québécoise de 6 épisodes de 45 minutes diffusée en juin et juillet 2010 sur les ondes de VRAK.TV.

## Concept
Un adolescent échange de vie  et vit dans une autre famille durant une fin de semaine afin de voir si leur réalité est "plus rose" que la sienne...